# ピラーボックス (映像技術)
映像技術におけるピラーボックス（ぴらーぼっくす、英語：Pillar box）とは映像メディアの表示画面アスペクト比においてつぶれて表示されないよう、他の画面アスペクト比規格との表示互換性をとるために本来の撮影された映像（縦横比の小さい映像）部分の外部に余白部（通常は黒色だが絵柄の場合もある）を追加した状態のものの表示形式の1つで画面上の左右に余白が追加されたものを呼ぶ。日本では、その見た目の形態が本来の映像部分の左右両サイドに余白パネルを追加した物であることから「サイドパネル」と呼んでいる。
類似用語にレターボックスや額縁放送（ウィンドウボックス）があるが、それらに比べて用語としての一般での認知度が低くレターボックスと混同される事があるがあくまで別なものである。
詳細はレターボックスの解説記事と重複するので当該記事を参照の事。

## 名称の由来について
1. 動画部分の形状が配電塔・配電ボックス（ピラーボックス）に似ている。
2. 余白の部分が柱状の郵便ポスト（Pillar box）に似ている。

などの説もあるがこの種の語はピラーボックスと同様に映像画面の形状タイプを表す語であるレターボックスやウィンドウボックス（額縁放送）と同様に既存の「○○ボックス」という語を当てはめたものではなく映像画面の形状を示す語として「○○」+「ボックス」を組み合わせた語を新たに創造したもの、つまり「ピラー（Pillar）状のものが表示されている画面」という意味を表している。

## テレビ番組におけるピラーボックス
4:3の標準画面を16:9のワイド画面で放送する時、左右を黒くするか、番組に関連する情報を表示させている。